# Rhododendron hemigymnum
Rhododendron hemigymnum là một loài thực vật có hoa trong họ Thạch nam. Loài này được (Tagg & Forrest) D.F. Chamb. miêu tả khoa học đầu tiên năm 1979.